# Szekeres Eszter
Szekeres Eszter (született Klein Eszter, külföldön Esther Szekeres) (Budapest, 1910. február 20. – Adelaide, 2005. augusztus 28.) magyar-ausztrál matematikus, Szekeres György felesége.

## Élete
Rosenbaum Róza lányaként született. Klein Ignác mészárossegéd és Fischer Irma fogadták örökbe. Klein Eszter budapesti gimnazistaként a matematika iránt érdeklődőket tömörítő Anonymus-csoport tagja volt, Erdős Pállal, Turán Pállal, Szekeres Györggyel és másokkal együtt.
Egy ilyen összejövetelen felvetette a következő problémát:
Igazold, hogy bárhogyan veszünk fel öt általános helyzetű pontot a síkban, mindig kiválasztható közülük egy konvex négyszög négy csúcsa.
Miután hagyta Szekeres Györgyöt, Erdős Pált és a többi tanulót gondolkozni, bemutatta az ő megoldását. Ezt követően Szekeres és Erdős közös dolgozatban (1935) általánosította az eredményt; ezt tekintik a kombinatorikus geometria egyik alapvető eredményének. Erdős az eredeti problémát „Happy End-problémának” keresztelte, mivel Szekeres és Klein az együttgondolkodás közben egymásba szeretett, és 1937. június 13-án összeházasodtak. A házasság mindvégig boldognak bizonyult.
A zsidóüldözés elől Sanghajba menekültek, ahol Hongkew városrészben, lényegében az odamenekült zsidók gettójában éltek. Férje vegyészként egy gyárban dolgozott. Ott vészelték át a második világháborút, a japán megszállást és a kommunista hatalomátvételt. Itt született meg Peter fiuk.
1948-ban férje Adelaide egyetemének matematika tanszékén lett adjunktus. Évekig Svéd Márta adelaide-i lakásában éltek. 1954-ben született meg Judy lányuk. 1963-ban a család Sydneybe költözött. Szekeres Eszter itt a Macquarie Egyetemen adott órákat, és a középiskolás diákok matematikatudását fejlesztette. 1984-ben másokkal közösen megalapított egy heti összejövetelt a matematikatudás fejlesztésére — ez azóta mintegy 30 csoportot foglal magába, és heti találkozóik sikeresen inspirálják Ausztrália és Új-Zéland középiskolás diákjait.
2004-ben egészségi okokból visszaköltöztek Adelaide-be. Férjével utolsó heteiket egy szanatóriumban, közös szobában töltötték. Ugyanazon a napon, 2005. augusztus 28-án, kevesebb mint egy óra eltéréssel haltak meg.